# Predatori e prede
Predatori e prede è un saggio scritto da Christopher McGowan, curatore della Sezione Paleontologica del Royal Ontario Museum di Toronto, in Canada, e docente di zoologia all'Università di Toronto. 
Tra i suoi numerosi saggi, in Italia è apparso Dinosauri e draghi sputafuoco. Le "lucertole terribili" dalle favole alla scienza.
In questo saggio l'autore ci porta nel mondo delle dinamiche messe in atto dai predatori per attaccare e dalle prede per difendersi e contrattaccare, con esempi di tutti gli ordini di esseri viventi, vegetali e animali.

## Contenuto
I capitoli:
1. Natura, rosso il dente e l'artiglio
2. A sangue freddo
3. Morte in mare
4. Eludere l'attenzione
5. Attacco aereo
6. La puntura dello scorpione
7. Guerrieri sauri
8. Guerra in miniatura
9. Una guerra senza tregua

Epilogo - In un giardino della campagna inglese

## Edizioni
- Christopher McGowan, Predatori e prede: Le strategie della natura per combattere la battaglia della sopravvivenza, traduzione di Isabella C. Blum, collana La Lente di Galileo, Longanesi & C., 1999,  p. 390, ISBN 88-7818-967-7.